# Cafeteros de Armenia
Cafeteros Basketball Club fue un club profesional de baloncesto de Colombia con sede en Armenia, Quindío. Compitieron en la Liga Profesional de Baloncesto de Colombia y disputaban sus partidos como locales en el Coliseo del Café.
Cabe recordar que un club con el mismo nombre participó a finales de los noventa en la liga de ese entonces.

## Historia
Fundado en el año 2012 participó el la extinta Copa Invitacional, actualmente Liga Profesional de Baloncesto de Colombia. Tras su ausencia en el año 2013 reapareció en la temporada 2014-I en una estrategia por parte de la Federación Colombiana de Baloncesto con el fin de darle crecimiento a la afición por este deporte en el país.
El entrenador Nelson Cardozo fue elegido por el cuadro "cuyabro" como nuevo entrenador para el regreso al torneo de baloncesto más importante del país, con experiencia en clubes no profesionales y universitarios. Los jugadores Camilo Londoño, Miguel Fernández, Diego Quiroz, Ronald Hernández, John Vélez y Luis Blandón fueron los primeros en integran y practicar con el equipo mientras se esperaba la confirmación de tres extranjeros para completar el equipo.
La suma de voluntades hizo posible que, después de muchos años ausente de la División Profesional de Baloncesto, el equipo regresara en el primer torneo de 2021 de la mano del entrenador español Manolo Hussein.[cita requerida]

## Trayectoria
Mejores participaciones
- En la Liga:
Subcampeón en 2022-I, 2023-I y 2023-II.

Participaciones en torneos nacionales
- En la Liga:
8 participaciones (2014-I, 2014-II, 2015-I, 2021-I, 2021-II, 2022-I, 2023-I y 2023-II).
- En la Copa Invitacional
1 participación (2012).
- En la Copa Nacional:
2 participaciones (2018 y 2019).